# Aeropuerto de Menorca
Luchthaven van Menorca (Catalaans: Aeroport de Menorca, Spaans: Aeropuerto de Menorca) of luchthaven Mahon is gelegen 4,5 km ten zuidwesten van Maó op het Spaanse eiland Menorca. De luchthaven werd geopend op 24 maart 1969 en heeft nu 16 gates die met slurven verbonden kunnen worden aan de vliegtuigen.
Op 14 september 2006 stortte het dak van de luchthaven in tijdens renovatiewerkzaamheden. Drie bouwvakkers raakten gewond en twintig anderen zaten ingesloten door het puin. De renovatie van de luchthavengebouwen werd beëindigd in 2008.

## Passagiers
De luchthaven bereikte in 2001 (geregistreerd) zijn hoogste record, toen werd het record gebroken voor aankomende passagiers en aankomende/vertrekkende vluchten, in dit jaar telde de luchthaven bijna 3 miljoen vervoerde passagiers. Daarna volgde een lichte daling in de jaren tot en met 2005. Waarna er een herstel volgde in 2006 en 2007, nadat de economische crisis uitbrak ging het bergafwaarts met het passagiersvervoer en werd er duidelijk minder passagiers vervoerd. Dit aantal herstelde weer in de jaren 2010 tot en met 2012. Tot in augustus vorig jaar werd het record gebroken voor meest vervoerde passagiers in de maand augustus. Het grootste probleem van deze luchthaven is de verbondenheid en seizoensgebondenheid. Zo worden gebieden als West-Europa (m.u.v. VK), Scandinavië & Oost-, Zuidoost-Europa na het hoogseizoen van midden mei t/m midden oktober alleen verbonden. Anders moeten zij via Luchthaven El Prat-Barcelona(BCN), Madrid-Barajas (MAD), Palma de Mallorca (PMI) en Valencia (VLC) verbonden worden. De seizoensgebondenheid is zeer hoog, wat ook een groot probleem vormt voor het draaien van de luchthaven in het naseizoen, zo worden er in januari gemiddeld 50.000 passagiers vervoerd en in augustus wel 600.000.